# Željko Majić
Željko Majić (ur. 28 marca 1963 w Drinovci) – bośniacki duchowny katolicki, biskup Banja Luki od 2024.

## Życiorys
Święcenia kapłańskie otrzymał 29 czerwca 1988 i został inkardynowany do diecezji Mostar-Duvno. Był m.in. wikariuszem katedry w Mostarze, sekretarzem biskupim, wicerektorem Papieskiego Kolegium Chorwackiego w Rzymie, wikariuszem generalnym oraz dyrektorem diecezjalnej Caritas.
8 grudnia 2023 papież Franciszek mianował go biskupem diecezji Banja Luki. Sakry udzielił mu 2 marca 2024 arcybiskup Tomo Vukšić.